# Burg-Reuland
Burg-Reuland är en kommun i Belgien.   Den ligger i provinsen Liège och regionen Vallonien, i den tyskspråkiga gemenskapen i Belgien i den östra delen av landet, 150 km sydost om huvudstaden Bryssel. Antalet invånare är 3 943.
I omgivningarna runt Burg-Reuland växer i huvudsak blandskog. Runt Burg-Reuland är det ganska glesbefolkat, med 47 invånare per kvadratkilometer.